# Inland ECDIS
Inland ECDIS (anglicky Inland Electronic Navigational Charts) je mezinárodní standard dat pro tvorbu vnitrozemských navigačních map pro vodní dopravu.
Vnitrozemské elektronické navigační mapy (IENC) vychází z databáze, standardizované s ohledem na obsah, strukturu a formát a jsou vydávány k použití v lodních navigačních přístrojích a/nebo informačních systémech na palubě plavidel vnitrozemské vodní dopravy. IENC obsahuje všechny informace nezbytné pro bezpečnou plavbu na vnitrozemských vodních cestách a může obsahovat doplňující informace (např. plavební dráha, strojově čitelné provozní doby plavebních komor, atd.), které mohou být považovány za nezbytné pro plánování cesty.
Mapy ve formátu Inland ECDIS (S 57) jsou produkovány v souladu se Směrnicí Evropského parlamentu a Rady 2005/44/ES ze dne 7. září 2005 o harmonizovaných říčních informačních službách (RIS) na vnitrozemských vodních cestách ve Společenství.
Státní plavební správa jako oficiální producent plavebních map pro Českou republiku distribuuje mapy Inland ECDIS pro labsko-vltavskou vodní cestu.